# Comitato Olimpico Australiano
Il Comitato Olimpico Australiano (noto anche come Australian Olympic Committee in inglese) è un'organizzazione sportiva australiana, nata nel 1895 a Sydney, Australia.
Rappresenta questa nazione presso il Comitato Olimpico Internazionale (CIO) dal 1895 ed ha lo scopo di curare l'organizzazione ed il potenziamento dello sport in Australia e, in particolare, la preparazione degli atleti australiani, per consentire loro la partecipazione ai Giochi olimpici. L'associazione, inoltre, fa parte dei Comitati Olimpici Nazionali d'Oceania.
Questa è uno dei comitati olimpici più antichi al mondo, dietro solo a quello di Stati Uniti e Francia, che vennero fondati nel 1894.
L'attuale presidente del comitato è John Dowling Coates, mentre la carica di segretario generale è occupata da Craig Phillips.